# Grand Prix automobile de Finlande 1939
Le Grand Prix automobile de Finlande 1939 (VII Eläintarhanajo/Djurgårdsloppet) est un Grand Prix qui s'est tenu sur le circuit d'Eläintarharata le 7 mai 1939.

## Grille de départ
| 1re ligne | Pos. 2          | Pos. 1                |
| --------- | --------------- | --------------------- |
|           | Bergström DKW   | Patama Ford           |
| 2e ligne  | Pos. 4          | Pos. 3                |
|           | Berg Alfa Romeo | Cristea BMW           |
| 3e ligne  |                 | Pos. 5                |
|           |                 | Westerblom Alfa Romeo |

## Classement de la course
| Pos. | no | Pilote           | Écurie                 | Châssis          | Tours | Temps/Abandon              | Grille |
| ---- | -- | ---------------- | ---------------------- | ---------------- | ----- | -------------------------- | ------ |
| 1    | 5  | Adolf Westerblom | Västerås Racer Kompani | Alfa Romeo Monza | 25    | 28 min 56 s 0 (103,7 km/h) | 5      |
| 2    | 1  | Petre Cristea    | Privé                  | BMW 328          | 25    | + 27 s                     | 3      |
| 3    | 2  | Aleksi Patama    | Privé                  | Ford Special     | 25    | + 1 min 32 s               | 1      |
| 4    | 3  | Walter Bergström | Privé                  | DKW Special      | 25    | + 7 min 27 s               | 2      |
| Abd. | 4  | Tore Berg        | Privé                  | Alfa Romeo Monza | 18    | Freins                     | 4      |
| Np.  | 6  | Einar Alm        | Privé                  | Ford             |       | Non partant                |        |

- Légende: Abd.=Abandon - Np.=Non partant.